# Método inductivo-contextual
El método inductivo-contextual de aprendizaje es un método de aprendizaje de lenguas evolucionado a partir del Método directo. El método Inductivo Contextual fue aplicado a la enseñanza del latín por el profesor danés Hans Henning Oerberg en su obra Lingua Latina per se illustrata publicada  entre los años 1953 y 1961.

## Características del Método
A diferencia de los métodos de inmersión repetitiva, el Método Inductivo-Contextual propone la inmersión del alumno en la lengua extranjera a través de textos en los cuales cada nueva palabra o concepto gramatical puede ser deducido gracias al contexto. Es muy diferente al método deductivo.

## Ventajas del Método
Entre otras ventajas del Método Inductivo-Contextual cabe destacar que el alumno obtiene una gran satisfacción al poder entender el texto directamente sin traducción previa. El enfoque contextual, además, invita al repaso de lo ya visto, pues cada palabra que se olvida puede ser recordada sin necesidad de consultar un diccionario: basta fijarse en el pasaje en el que apareció por primera vez, dentro de un contexto en el que es fácilmente deducible.

## Aplicación del Método al latín
La aplicación del Método Inductivo-Contextual a una lengua como el latín, enseñada mayoritariamente mediante el tradicional Método de Gramática-Traducción, ha suscitado gran interés en el mundo de la Filología Clásica, y actualmente en países como Italia es una de las metodologías más extendidas, entre otras cosas, gracias a la dedicación del profesor Luigi Miraglia y su Academia Vivarium Novum. El método ha despertado asimismo gran interés entre los partidarios del latín hablado, aunque la finalidad del mismo no es alcanzar la competencia oral, sino la lectora. Sin embargo la asimilación de vocabulario activo parece mucho más eficaz que con el método tradicional, por lo que puede ser un buen comienzo para quien quiera alcanzar una competencia activa en la lengua latina.